# Igreja do Salvador de Matskhvarishi

Igreja do Salvador de Matskhvarishi

A igreja do Salvador de Matskhvarishi (em georgiano:  მაცხვარიშის მაცხოვრის ეკლესია), também conhecida como Matskhvar (suana:მაცხვარ), é uma igreja ortodoxa medieval localizada na região montanhosa a noroeste da província de Suanécia, agora parte do município de Mestia, região de Mingrélia-Alta Suanécia, Geórgia. É uma igreja-salão simple pintada em afresco por Mikael Maglakeli em 1140. Está inscrita na lista de monumentos culturais de importância nacional da Geórgia.

## Localização
A Igreja do Salvador está localizada em uma colina acima do assentamento de Matskhvarishi, no extremo oeste da comunidade latali, no que é hoje o município de Mestia, a 1.360 m acima do nível do mar. Esta parte de Suanécia era conhecida como Suanécia livre no século XIX. Abrigou uma coleção de itens bizantinos e georgianos que foram catalogados pelo erudito Ekvtime Taqaishvili durante sua expedição a Suanécia em 1910. 

## Arquitetura

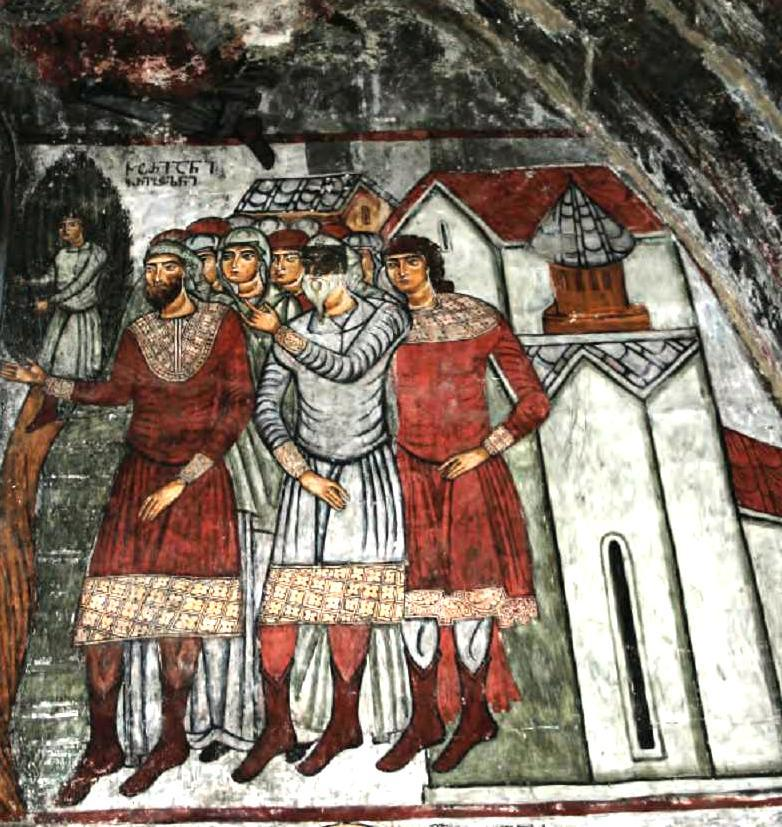
Detalhe de um dos afrescos da igreja

Matskhvar é uma igreja-salão, com um deambulatório anexado à fachada sul. É construída com linhas regulares de blocos de calcário bem esculpidos. É iluminada por quatro janelas, uma no santuário, outra na parede oeste e duas na parede sul, dispostas de maneira incomum: a janela ocidental é cortada sobre o arco da parede e a janela sul abaixo. A igreja tem três entradas rectangular, para leste, sul e norte, corodeadas por um tímpano em arco interno. Nichos em arco flanqueiam a janela do santuário. O deambulatório foi adicionado ao extremo sul da igreja em uma data posterior. Desta estrutura, apenas um santuário e um arco são originais; Foi remodelada em 1986. As paredes externas são lisas e uma vez que foram rebocadas; a fachada sul tem vestígios de afrescos antigos. O portão sul é uma carpintaria decorativa dos séculos X-XI atribuída por uma inscrição a Kvirike Agiduliani.
O interior da igreja é completamente pintado em afresco datados por uma inscrição em 1140 e credenciados a Mikael Maghlakeli, mas as pinturas estão agora danificadas.  